# Bobby Zamora
Robert Lester „Bobby” Zamora (ur. 16 stycznia 1981 w Londynie) – angielski piłkarz pochodzenia trynidadzkiego, który występował na pozycji napastnika. W latach 2010-2011 dwukrotny reprezentant Anglii.
Wychowanek Bristol Rovers. W swojej karierze grał również m.in. w takich klubach jak: Fulham, West Ham Untied, Brighton & Hove Albion czy Queens Park Rangers.

## Kariera
Karierę zaczynał w Bristol Rovers, w którym grał od 1999 do 2000. W międzyczasie został dwukrotnie wypożyczony najpierw do Bath City, a później do Brighton & Hove Albion. Jeszcze tego samego roku został sprzedany do Brighton & Hove Albion za sumę 100.000 £. W zespole tym w 119 meczach zdobył 70 goli. Kolejnym klubem był Tottenham Hotspur, do którego trafił w 2003 roku, ale grał tam jeden sezon w którym rozegrał 16 meczów. Kolejnym zespołem był West Ham United. W zespole z Upton Park rozegrał 130 meczów i strzelił 30 goli. W lipcu 2008 odszedł z West Ham w pakiecie z Ghańczykiem Johnem Paintsilem do Fulham F.C. za 6,3 miliona funtów. W nowym klubie zadebiutował 13 września w wygranym 2:1 meczu z Boltonem Wanderers, w którym strzelił jedną bramkę. W lipcu 2009 roku jego klub zaakceptował ofertę Hull City opiewającą na 5 milionów funtów. Mimo to Zamora pozostał w Londynie.
31 stycznia 2012 roku podpisał 2,5 letni kontrakt z Queens Park Rangers.

## Kariera reprezentacyjna
7 sierpnia 2010 roku został powołany do szerokiej kadry Anglii na mecz z Węgrami. W meczu tym wystąpił wchodząc z ławki rezerwowych za Franka Lamparda i tym samym zadebiutował w reprezentacji.